# أرمسترونج سيدلي لينكس

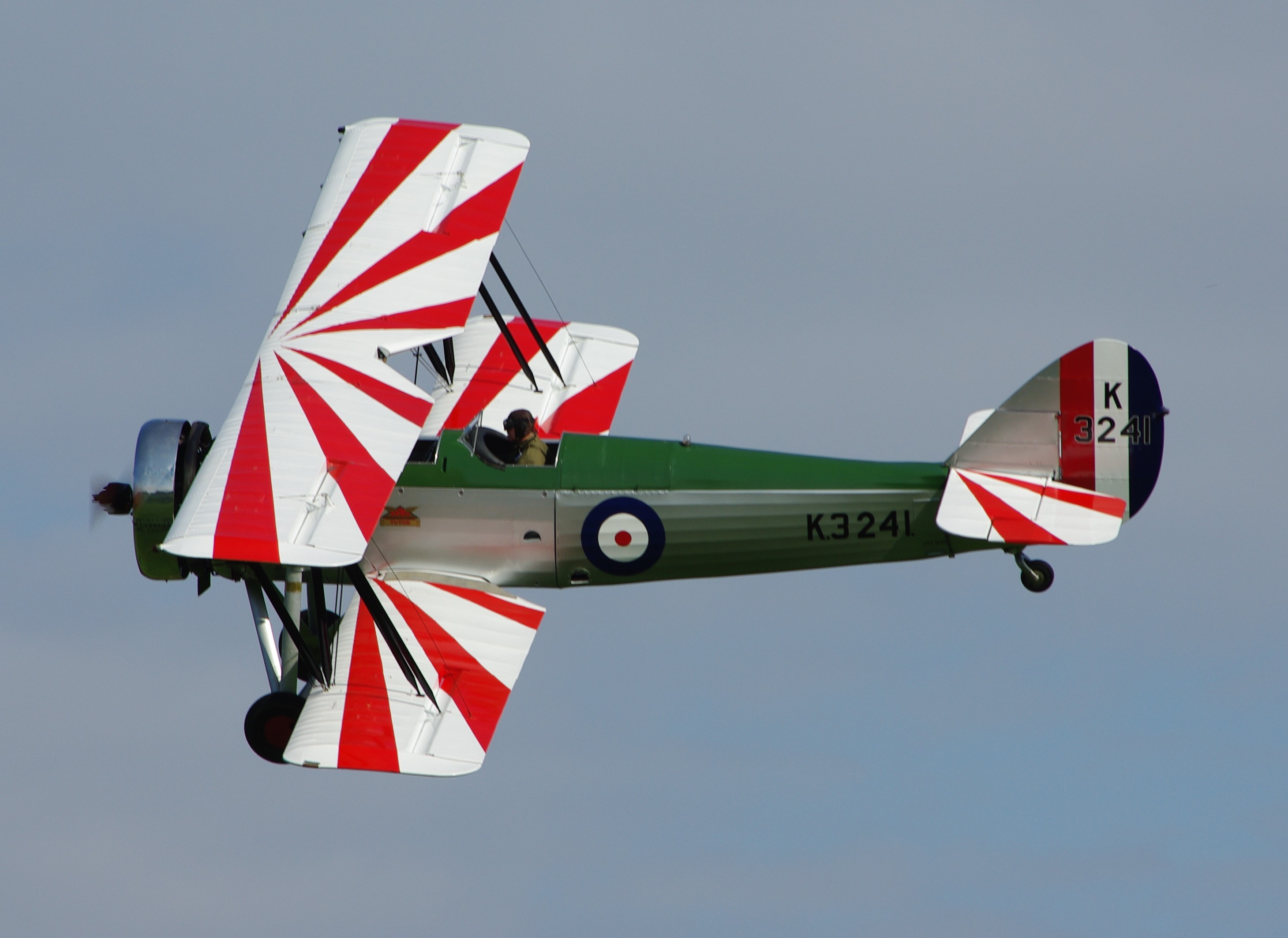
أفرو تيتور

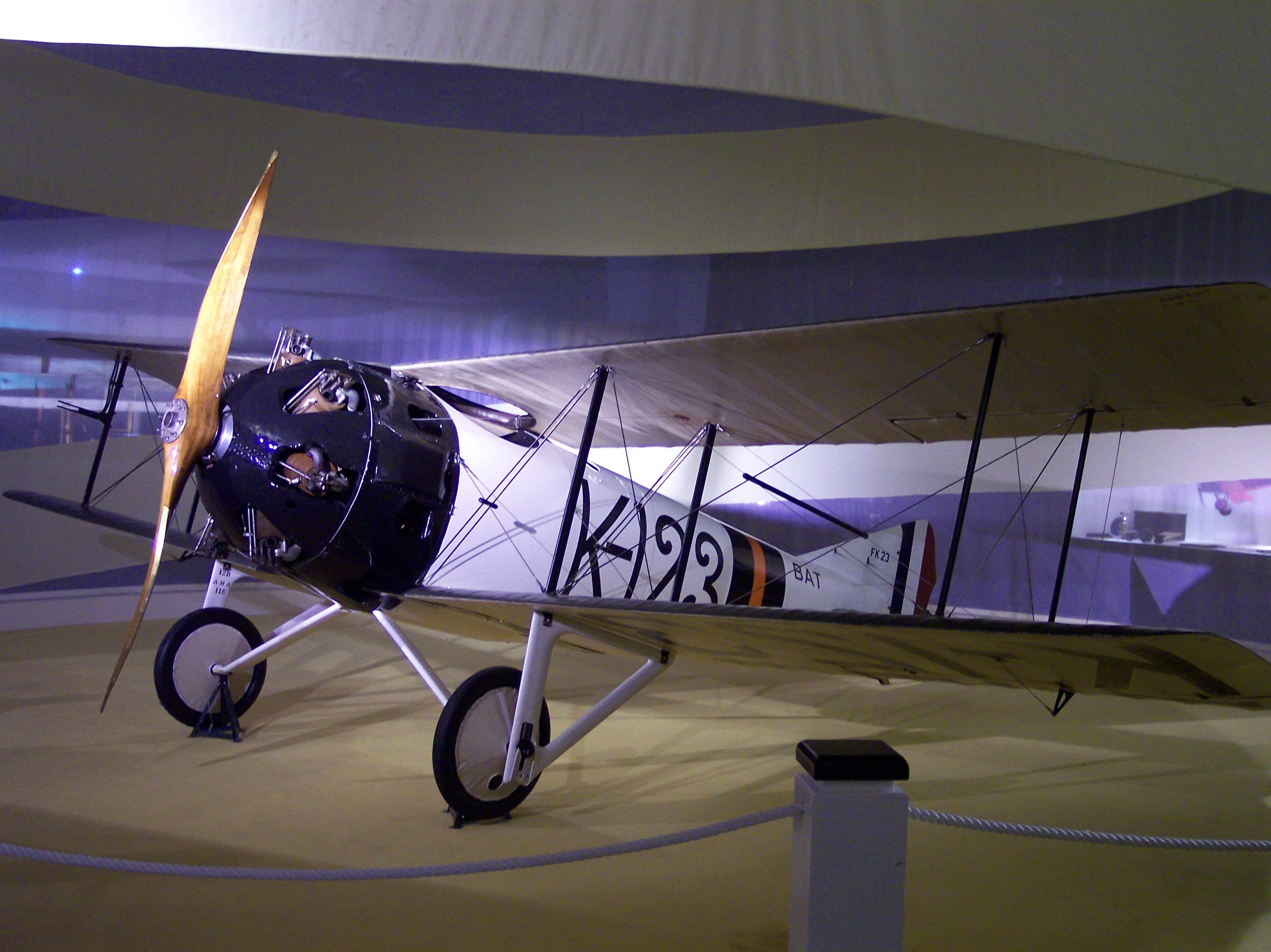
بات بانتام

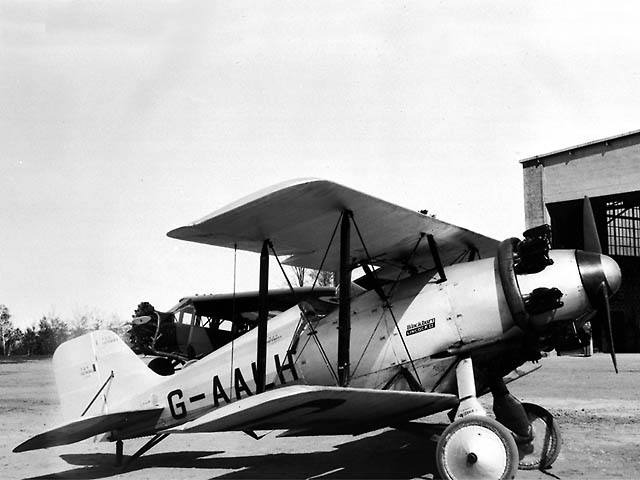
بلاكبيرن لينكوك

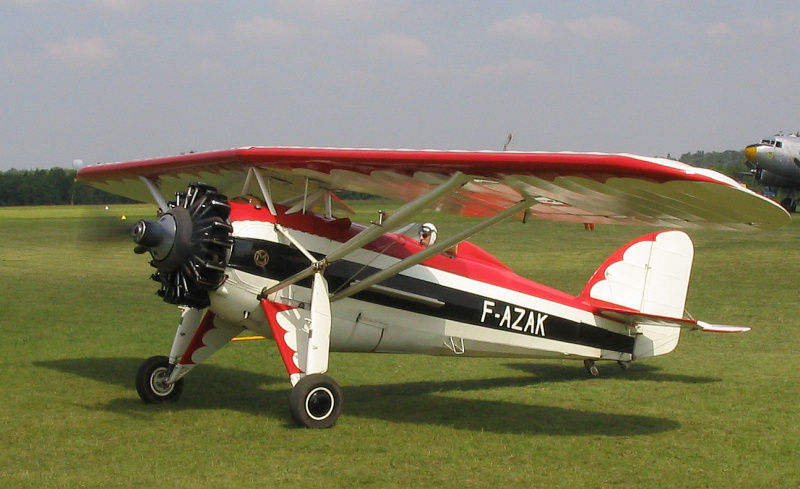
موران- سولنير إم إس.230

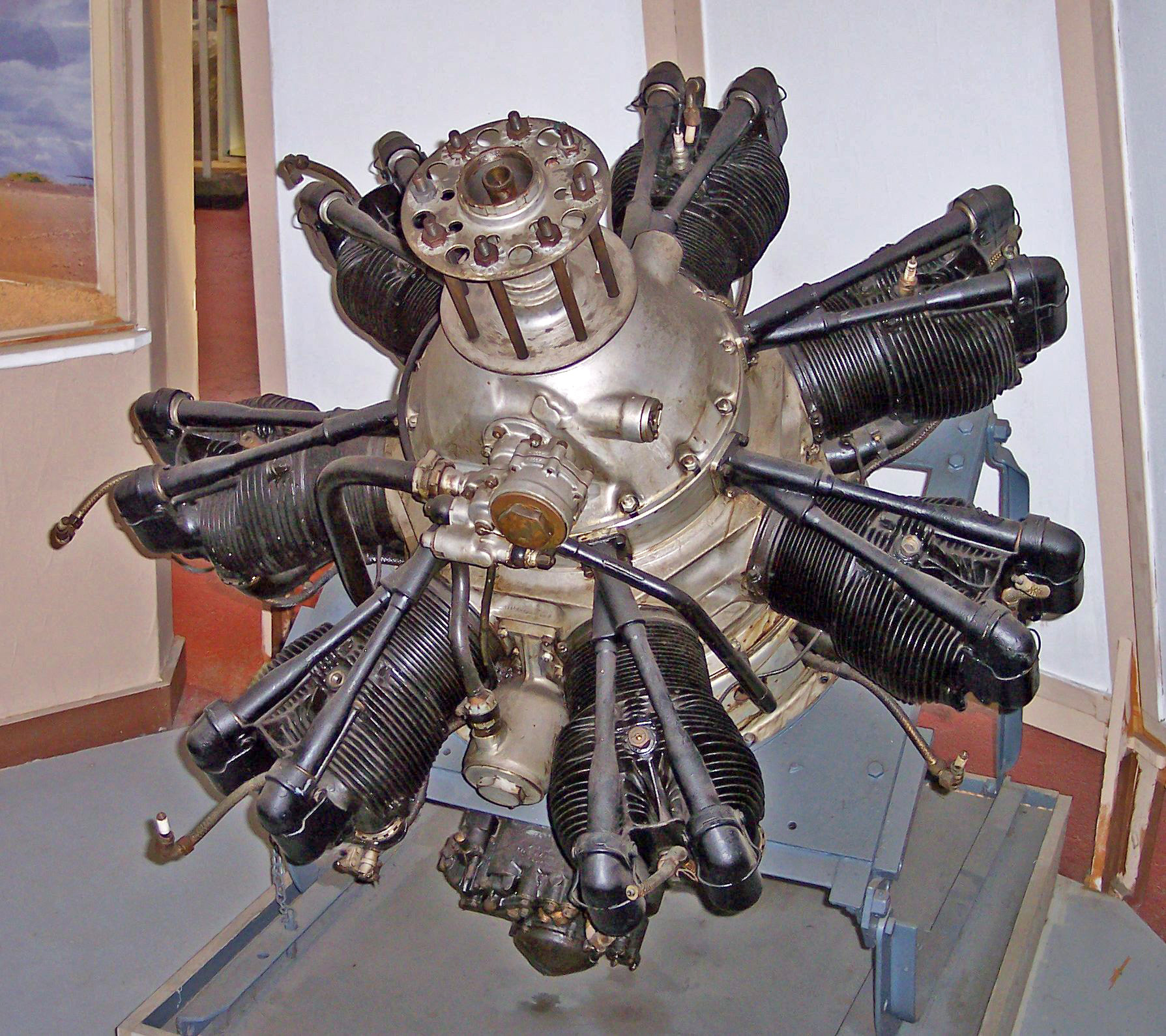
أرمسترونج سيدلي شيته

أرمسترونج سيدلي لينكس محرك طائرة بريطاني مكون من 7 أسطوانات، طُور المحرك بواسطة ارمسترونغ سايدلي. بدأ الاختبار في عام 1920 وأُنتج 6000 محرك بحلول عام 1939. صنعت ألفا روميو في إيطاليا نسخة قدرتها 200 حصان من المحرك بترخيص، وسُميت ألفا روميو لينكس.

## الأنواع
- لينكس 1

أُنتج عام 1920، وبلغت قدرته 150 حصان.
- لينكس 2

أُنتج عام 1920، وبلغت قدرته 184 حصان.
- لينكس 3

أُنتج عام 1924، وبلغت قدرته 200 حصان.
- لينكس 4

أُنتج عام 1929، وبلغت قدرته 180 حصان.
- لينكس 4 ايه

أُنتج عام 1930، وبلغت قدرته 188 حصان.
- لينكس 4 سي

أُنتج عام 1929، وبلغت قدرته 208/225 حصان.
- لينكس 4 (جي)

أُنتج عام 1929 واستخدم مروحة دافعة مقادة بوحدة تخفيض سرعة.
- لينكس 4 (مود)

أُنتج عام 1929، وبلغت قدرته 188حصان. محرك معدل من لينكس 4.
- لينكس 4 (اس)

أُنتج عام 1928، وبلغت قدرته 200 حصان. يحتوي على شاحن عنفي فائق.
- لينكس v (لينكس الرئيسي)

أُنتج عام 1930 بزيادة في قطر الأسطوانة وشوط المكبس. تغير اسمه من لينكس v إلى لينكس الرئيسي ثم شيته. يعادل أدائه نصف أداء أرمسترونج سيدلي بانزر ‏.
- بياجيو بي.2

أُنتج بترخيص في إيطاليا بواسطة بياجيو.

## التطبيقات
- ايرسبيد كويورير
- ايرسبيد إينفوي
- ألبتروس إل 68
- أفرو 504
- أفرو 618-10
- أفرو أفوسيت
- أفرو 641 كومودور
- أفرو 626
- أفرو 642 ثمانية عشر
- أفرو تيتور المائية
- أفرو تيتور
- بات بانتام
- بلاكبيرن لينكوك
- بولتون بول بيترن
- فيكرز فانيسا الكندية
- فيكرز فارونا الكندية
- فيكرز فيديت الكندية
- سيرفا سي 8
- دي هافيلاند هوك موث
- فيرتشايلد إف سي-2
- فوكر سي.7-دبليو
- فوكر إف السابعة
- جلوستر جروس
- ميسرشميت إم 18
- موران- سولنير إم إس.230
- نيبورت-ديلاج نيد 39
- راي لارينكس
- بارانال باراسول
- راب كاتزينشتين أر كيه-26
- واكيت واريجل
- سارو كلاود
- ساور كتي سارك
- سوبرمارين سيميو
- فيكرز فيرو
- فيل تويسكو
- ويستلاند واجتيل

### ألفا روميو لينكس

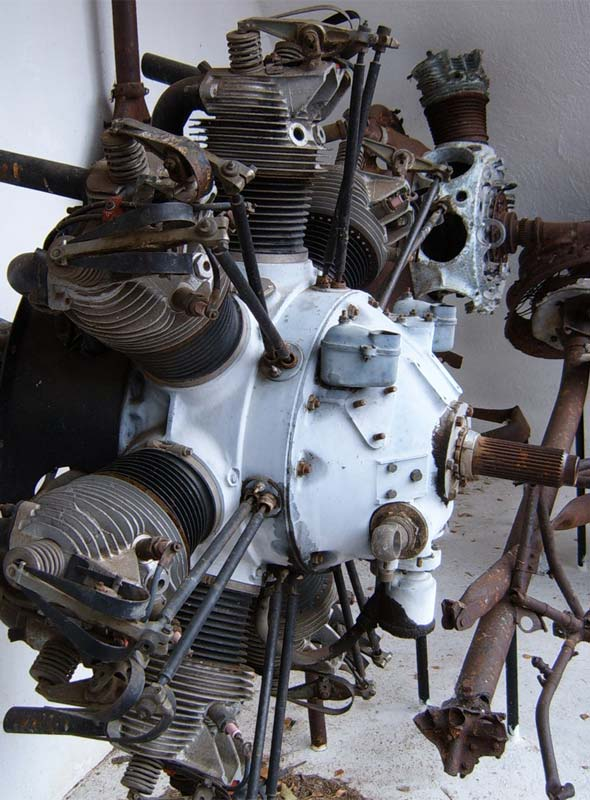
المحرك الشعاعي أرمسترونج سيدلي لينكس 7 أسطوانات من طائرة أفرو 618-10 من حادث طائرة سحابة الجنوب.

- بريدا با.19  [لغات أخرى]‏
- بريدا با.25  [لغات أخرى]‏
- إمام رو.10

## المحركات المتبقية
- تُشغل طائرة أفرو تيتور كيه 3215 بواسطة محرك لينكس 4، وتحلق بانتظام في متحف شاتلورث كولكشن  [لغات أخرى]‏ ويُمكن مشاهدته في المتحف في أوقات مختلفة.[3]

## المواصفات (لينكس 4)

### مواصفات عامة
- النوع: شعاعي يُبرد بالهواء ومكون من 7 أسطوانات.
- قطر الأسطوانة: 127 مم.
- الشوط: 140 مم.
- سعة المحرك: 756 بوصة مكعبة (12.4 لتر).
- الطول: 46.6 بوصة (1158مم).
- القطر: 42 بوصة (1067مم).
- الوزن: 525 باوند (238 كجم).

### المكونات
- الصمامات: 2 صمام علوي لكل أسطوانة.
- نظام الوقود: مازج.
- نظام التبريد: تبريد بالهواء.

### الأداء
- القدرة الناتجة: 187 حصان (139 كيلو وات) عند 1700 دورة/دقيقة عند الطيران، وتبلغ القدرة القصوى 215 حصان (160 كيلو وات) عند 1900 دورة/دقيقة.
- نسبة الانضغاط: 1:5
- نسبة القدرة إلى الوزن: 0.35 حصان/باوند (0.6 كيلو وات/كجم).

## مزيد من القراءة
- Lumsden, Alec. British Piston Engines and their Aircraft. Marlborough, Wiltshire: Airlife Publishing, 2003. ISBN 1-85310-294-6.